# پرواز ۳۲۷۲ کام ایر
پرواز شماره ۳۲۷۲ هواپیمایی کام ایر پروازی از فرودگاه بین‌المللی سینسیناتی/کنتاکی شمالی، سینسیناتی، ایالت اوهایو، ایالات متحده آمریکا به مقصد فرودگاه متروپولیتن شهرستان وین دیترویت، دیترویت، ایالت میشیگان، ایالات متحده آمریکا در نهم ژانویه ۱۹۹۷ بود که در هنگام فرود ، خلبان کنترل هواپیما را از دست داده و با دماغه به سمت پائین در فاصله ۱۸ مایلی (۲۹ کیلومتر) فرودگاه مقصد ساعت ۱۵:۵۴ منطقه زمانی شرقی (EST) سقوط کرد. تمامی ۲۹ نفر در این هواپیما شامل ۲۶ سرنشین و ۳ خدمه در این پرواز جان باختند.

## هواپیما، خدمه و مسافران پرواز
این هواپیما یک امبرائر ئی‌ام‌بی ۱۲۰ برازیلیا با پیشرانه توربوپراپ ساخت شرکت امبرائر برزیل و شماره دم N265CA بود. هواپیما شامل ۲۶ مسافر و سه خدمه پرواز بود.خلبان دَن کالسِن ۴۲ ساله با سابقه پرواز ۵۳۲۹ ساعته ، کمک خلبان کِنِف ریس ۲۹ ساله با سابقه پرواز ۲۵۸۲ ساعته و مهماندار داریندا اوگدن سه خدمه این پرواز بودند. کنترل هواپیما در این پرواز برای سومین بار بعهده کمک خلبان بود.

## شرح حادثه
پرواز ۳۲۷۲ ساعت ۱۴:۵۳ از فرودگاه بین‌المللی سینسیناتی/کنتاکی شمالی پرواز کرد. کمتر از یک ساعت بعد به نزدیکی فرودگاه متروپولیتن شهرستان وین دیترویت می رسد. بعد از تماس با برج مراقبت مسئول کنترل برج می خواهد که پرواز شماره ۵۰ هواپیمایی آمریکا وست (America West Airlines) با نام هواگرد (کاکتوس) که یک ایرباس بود و سرعت بیشتری داشت زودتر بنشیند، پس به ۳۲۷۲ دستور تغییر مسیر و کاهش سرعت تا ۱۵۰ نات می دهد و قرار بود که در باند شماره ۳ راست فرود بیایند. دراین حین عوامل پرواز مشغول به چک لیست قبل از فرود بودند و کنترل هواپیما به عهده خلبان خودکار بود که اقدامات لازم  برای تغییر مسیر را انجام می دهند. خلبان منتظر می ماند که خلبان خودکار هواپیما را در حالت تراز قرار دهد ولی متوجه کاهش بیش از اندازه سرعت می شود هنگامی که قدرت موتور را فزایش می دهند، تغییری در عملکرد دیده نمی شود و در نتیجه کنترل هواپیما از دست می دهد و هواپیما ۱۴۵ درجه به سمت چپ، به راست  و دوباره به چپ می چرخد و در آخر در منطقه ای روستایی در ناحیه رایزینویل، میشیگان سقوط می کند و تمامی ۲۹ نفر کشته می شوند.

## علت حادثه و عواقب بعدی
هیئت ملی ایمنی ترابری (NTSB)علت اصلی حادثه را استاندارد های ناکافی در شرایط یخبندان دانست، به خصوص اداره هوانوردی فدرال را که حداقل سرعت لازم برای شرایط یخبندان تصویب نکرده بود، باعث انباشته شدن لایه نازکی از یخ روی سطح بال شده بود.
شرکت امبرائر متوجه این شده بود که لایه نازکی از یخ هم می تواند برای هواپیما خطرناک باشد، برای همین با انجام آزمایش ها و اصلاحات نسخه جدید از دفترچه راهنمای هواپیما را منتشر کرد که توصیف شده بود در اولین مشاهدات برف، پوتین های یخ شکن را فعال کنند، ولی در دفترچه راهنمای کام ایر گفته شده بود که تا رسیدن به لایه ای حدود ۴ سانتی متر منتظر بمانند و سپس فعال کنند، دلیل برای منتظر ماندن این بود که مانع از رخ دادن پدیده ای بنام پل زدن شوند، در صورتی که این اتفاق در هواپیما های قدیمی اتفاق می افتد و این مشکل دیگر در هواپیماهای جدید برطرف شده است. اداره هوانوردی فدرال اطلاعیه ای درباره این موضوع به شرکت های هواپیمایی منتشر نکرده بود، خلبانان همه چیز را طبق دستورالعمل شرکت و صحیح انجام داده بودند و هیئت ملی ایمنی ترابری مقصر اتفاق افتادن این جادثه را اداره هوانوردی فدرال دانست.
از آنجایی که محل سقوط هواپیما ملک شخصی بود،یک یادبود در پارک روزلاون در ناحیه لا سال، میشیگان ایجاد شده که بقایای ناشناس کشته شدگان حادثه نیز در آنجا دفن شده است.

## مستند پیام اضطراری
در قسمت دوم از فصل هفدهم برنامه پیام اضطراری، مستندی درباره این حادثه با نام (اسطوره مرگبار) ساخته شده است.